# Danh sách tiểu hành tinh: 7201–7300
| Tên                | Tên đầu tiên | Ngày phát hiện       | Nơi phát hiện          | Người phát hiện                                        |
| ------------------ | ------------ | -------------------- | ---------------------- | ------------------------------------------------------ |
| 7201 Kuritariku    | 1994 UF1     | 25 tháng 10 năm 1994 | Kiyosato               | S. Otomo                                               |
| 7202               | 1995 DX1     | 19 tháng 2 năm 1995  | Ojima                  | T. Niijima, T. Urata                                   |
| 7203 Sigeki        | 1995 DG2     | 27 tháng 2 năm 1995  | Kiyosato               | S. Otomo                                               |
| 7204 Ondřejov      | 1995 GH      | 3 tháng 4 năm 1995   | Ondřejov               | P. Pravec                                              |
| 7205 Sadanori      | 1995 YE1     | 21 tháng 12 năm 1995 | Oizumi                 | T. Kobayashi                                           |
| 7206 Shiki         | 1996 QT      | 18 tháng 8 năm 1996  | Kuma Kogen             | A. Nakamura                                            |
| 7207 Hammurabi     | 2133 P-L     | 24 tháng 9 năm 1960  | Palomar                | C. J. van Houten, I. van Houten-Groeneveld, T. Gehrels |
| 7208 Ashurbanipal  | 2645 P-L     | 24 tháng 9 năm 1960  | Palomar                | C. J. van Houten, I. van Houten-Groeneveld, T. Gehrels |
| 7209 Cyrus         | 3523 P-L     | 17 tháng 10 năm 1960 | Palomar                | C. J. van Houten, I. van Houten-Groeneveld, T. Gehrels |
| 7210 Darius        | 6555 P-L     | 24 tháng 9 năm 1960  | Palomar                | C. J. van Houten, I. van Houten-Groeneveld, T. Gehrels |
| 7211 Xerxes        | 1240 T-1     | 25 tháng 3 năm 1971  | Palomar                | C. J. van Houten, I. van Houten-Groeneveld, T. Gehrels |
| 7212 Artaxerxes    | 2155 T-2     | 29 tháng 9 năm 1973  | Palomar                | C. J. van Houten, I. van Houten-Groeneveld, T. Gehrels |
| 7213 Conae         | 1967 KB      | 31 tháng 5 năm 1967  | El Leoncito            | Felix Aguilar Observatory                              |
| 7214 Anticlus      | 1973 SM1     | 19 tháng 9 năm 1973  | Palomar                | C. J. van Houten, I. van Houten-Groeneveld, T. Gehrels |
| 7215 Gerhard       | 1977 FS      | 16 tháng 3 năm 1977  | La Silla               | H.-E. Schuster                                         |
| 7216 Ishkov        | 1977 QQ2     | 21 tháng 8 năm 1977  | Nauchnij               | N. S. Chernykh                                         |
| 7217 Dacke         | 1979 QX3     | 22 tháng 8 năm 1979  | La Silla               | C.-I. Lagerkvist                                       |
| 7218               | 1979 SK      | 19 tháng 9 năm 1979  | Kleť                   | J. Květoň                                              |
| 7219 Satterwhite   | 1981 EZ47    | 3 tháng 3 năm 1981   | Siding Spring          | S. J. Bus                                              |
| 7220 Philnicholson | 1981 QE      | 30 tháng 8 năm 1981  | Anderson Mesa          | E. Bowell                                              |
| 7221               | 1981 SJ      | 22 tháng 9 năm 1981  | Kleť                   | Z. Vávrová                                             |
| 7222 Alekperov     | 1981 TJ3     | 7 tháng 10 năm 1981  | Nauchnij               | T. M. Smirnova                                         |
| 7223 Dolgorukij    | 1982 TF2     | 14 tháng 10 năm 1982 | Nauchnij               | L. V. Zhuravleva, L. G. Karachkina                     |
| 7224 Vesnina       | 1982 TK3     | 15 tháng 10 năm 1982 | Nauchnij               | L. V. Zhuravleva                                       |
| 7225 Huntress      | 1983 BH      | 22 tháng 1 năm 1983  | Anderson Mesa          | E. Bowell                                              |
| 7226 Kryl          | 1984 QJ      | 21 tháng 8 năm 1984  | Kleť                   | A. Mrkos                                               |
| 7227               | 1984 SH6     | 22 tháng 9 năm 1984  | La Silla               | H. Debehogne                                           |
| 7228 MacGillivray  | 1985 GO      | 15 tháng 4 năm 1985  | Anderson Mesa          | E. Bowell                                              |
| 7229 Tonimoore     | 1985 RV      | 12 tháng 9 năm 1985  | Kitt Peak              | Spacewatch                                             |
| 7230 Lutz          | 1985 RZ1     | 12 tháng 9 năm 1985  | Anderson Mesa          | E. Bowell                                              |
| 7231 Porco         | 1985 TQ1     | 15 tháng 10 năm 1985 | Anderson Mesa          | E. Bowell                                              |
| 7232 Nabokov       | 1985 UQ      | 20 tháng 10 năm 1985 | Kleť                   | A. Mrkos                                               |
| 7233 Majella       | 1986 EQ5     | 7 tháng 3 năm 1986   | La Silla               | G. DeSanctis                                           |
| 7234               | 1986 QV3     | 29 tháng 8 năm 1986  | La Silla               | H. Debehogne                                           |
| 7235 Hitsuzan      | 1986 UY      | 30 tháng 10 năm 1986 | Geisei                 | T. Seki                                                |
| 7236               | 1987 PA      | 1 tháng 8 năm 1987   | Palomar                | J. Phinney                                             |
| 7237 Vickyhamilton | 1988 VH      | 3 tháng 11 năm 1988  | Toyota                 | K. Suzuki, T. Furuta                                   |
| 7238 Kobori        | 1989 OA      | 27 tháng 7 năm 1989  | Kani                   | Y. Mizuno, T. Furuta                                   |
| 7239 Mobberley     | 1989 TE      | 4 tháng 10 năm 1989  | Stakenbridge           | B. G. W. Manning                                       |
| 7240 Hasebe        | 1989 YG      | 19 tháng 12 năm 1989 | Kani                   | Y. Mizuno, T. Furuta                                   |
| 7241 Kuroda        | 1990 VF3     | 11 tháng 11 năm 1990 | Kitami                 | K. Endate, K. Watanabe                                 |
| 7242 Okyudo        | 1990 VG3     | 11 tháng 11 năm 1990 | Kitami                 | K. Endate, K. Watanabe                                 |
| 7243               | 1990 VV3     | 12 tháng 11 năm 1990 | Kushiro                | S. Ueda, H. Kaneda                                     |
| 7244 Villa-Lobos   | 1991 PQ1     | 5 tháng 8 năm 1991   | La Silla               | E. W. Elst                                             |
| 7245               | 1991 RN10    | 10 tháng 9 năm 1991  | Palomar                | H. E. Holt                                             |
| 7246               | 1991 RP25    | 12 tháng 9 năm 1991  | Palomar                | H. E. Holt                                             |
| 7247               | 1991 TD1     | 12 tháng 10 năm 1991 | Siding Spring          | R. H. McNaught                                         |
| 7248 Älvsjö        | 1992 EV21    | 1 tháng 3 năm 1992   | La Silla               | UESAC                                                  |
| 7249               | 1992 SN      | 16 tháng 9 năm 1992  | Dynic                  | A. Sugie                                               |
| 7250 Kinoshita     | 1992 SG1     | 23 tháng 9 năm 1992  | Kitami                 | K. Endate, K. Watanabe                                 |
| 7251 Kuwabara      | 1992 SF13    | 30 tháng 9 năm 1992  | Kitami                 | K. Endate, K. Watanabe                                 |
| 7252 Kakegawa      | 1992 UZ      | 21 tháng 10 năm 1992 | Oohira                 | T. Urata                                               |
| 7253 Nara          | 1993 CL      | 13 tháng 2 năm 1993  | Kashihara              | F. Uto                                                 |
| 7254 Kuratani      | 1993 TN1     | 15 tháng 10 năm 1993 | Kitami                 | K. Endate, K. Watanabe                                 |
| 7255               | 1993 VY1     | 11 tháng 11 năm 1993 | Kushiro                | S. Ueda, H. Kaneda                                     |
| 7256 Bonhoeffer    | 1993 VJ5     | 11 tháng 11 năm 1993 | Tautenburg Observatory | F. Börngen                                             |
| 7257 Yoshiya       | 1994 AH1     | 7 tháng 1 năm 1994   | Oizumi                 | T. Kobayashi                                           |
| 7258 Pettarin      | 1994 EF      | 5 tháng 3 năm 1994   | Stroncone              | Stroncone                                              |
| 7259 Gaithersburg  | 1994 EG1     | 6 tháng 3 năm 1994   | Nachi-Katsuura         | Y. Shimizu, T. Urata                                   |
| 7260 Metelli       | 1994 FN      | 18 tháng 3 năm 1994  | Stroncone              | Stroncone                                              |
| 7261 Yokootakeo    | 1994 GZ      | 14 tháng 4 năm 1994  | Oizumi                 | T. Kobayashi                                           |
| 7262 Sofue         | 1995 BX1     | 27 tháng 1 năm 1995  | Oizumi                 | T. Kobayashi                                           |
| 7263 Takayamada    | 1995 DP      | 21 tháng 2 năm 1995  | Oizumi                 | T. Kobayashi                                           |
| 7264               | 1995 FK      | 26 tháng 3 năm 1995  | Nachi-Katsuura         | Y. Shimizu, T. Urata                                   |
| 7265 Edithmüller   | 2908 T-2     | 30 tháng 9 năm 1973  | Palomar                | C. J. van Houten, I. van Houten-Groeneveld, T. Gehrels |
| 7266 Trefftz       | 4270 T-2     | 29 tháng 9 năm 1973  | Palomar                | C. J. van Houten, I. van Houten-Groeneveld, T. Gehrels |
| 7267 Victormeen    | 1943 DF      | 23 tháng 2 năm 1943  | Turku                  | L. Oterma                                              |
| 7268 Chigorin      | 1972 TF      | 3 tháng 10 năm 1972  | Nauchnij               | L. V. Zhuravleva                                       |
| 7269 Alprokhorov   | 1975 VK2     | 2 tháng 11 năm 1975  | Nauchnij               | T. M. Smirnova                                         |
| 7270 Punkin        | 1978 NY7     | 7 tháng 7 năm 1978   | Palomar                | E. Bowell                                              |
| 7271 Doroguntsov   | 1979 SR2     | 22 tháng 9 năm 1979  | Nauchnij               | N. S. Chernykh                                         |
| 7272 Darbydyar     | 1980 DD1     | 21 tháng 2 năm 1980  | Kleť                   | Z. Vávrová                                             |
| 7273 Garyhuss      | 1981 EK4     | 2 tháng 3 năm 1981   | Siding Spring          | S. J. Bus                                              |
| 7274 Washioyama    | 1982 FC      | 21 tháng 3 năm 1982  | Geisei                 | T. Seki                                                |
| 7275               | 1983 CY2     | 15 tháng 2 năm 1983  | Anderson Mesa          | N. G. Thomas                                           |
| 7276 Maymie        | 1983 RE      | 4 tháng 9 năm 1983   | Harvard Observatory    | Oak Ridge Observatory                                  |
| 7277 Klass         | 1983 RM2     | 4 tháng 9 năm 1983   | Anderson Mesa          | E. Bowell                                              |
| 7278 Shtokolov     | 1985 UW4     | 22 tháng 10 năm 1985 | Nauchnij               | L. V. Zhuravleva                                       |
| 7279 Hagfors       | 1985 VD1     | 7 tháng 11 năm 1985  | Anderson Mesa          | E. Bowell                                              |
| 7280 Bergengruen   | 1988 RA3     | 8 tháng 9 năm 1988   | Tautenburg Observatory | F. Börngen                                             |
| 7281               | 1988 RX4     | 2 tháng 9 năm 1988   | La Silla               | H. Debehogne                                           |
| 7282               | 1989 BC      | 29 tháng 1 năm 1989  | Kushiro                | S. Ueda, H. Kaneda                                     |
| 7283               | 1989 TX15    | 4 tháng 10 năm 1989  | La Silla               | H. Debehogne                                           |
| 7284               | 1989 VW      | 4 tháng 11 năm 1989  | Gekko                  | Y. Oshima                                              |
| 7285 Seggewiss     | 1990 EX2     | 2 tháng 3 năm 1990   | La Silla               | E. W. Elst                                             |
| 7286               | 1990 QZ4     | 24 tháng 8 năm 1990  | Palomar                | H. E. Holt                                             |
| 7287 Yokokurayama  | 1990 VN2     | 10 tháng 11 năm 1990 | Geisei                 | T. Seki                                                |
| 7288               | 1991 FE1     | 18 tháng 3 năm 1991  | Dynic                  | A. Sugie                                               |
| 7289 Kamegamori    | 1991 JU      | 5 tháng 5 năm 1991   | Geisei                 | T. Seki                                                |
| 7290 Johnrather    | 1991 JY1     | 11 tháng 5 năm 1991  | Palomar                | E. F. Helin                                            |
| 7291 Hyakutake     | 1991 XC1     | 13 tháng 12 năm 1991 | Kiyosato               | S. Otomo                                               |
| 7292 Prosperin     | 1992 EM7     | 1 tháng 3 năm 1992   | La Silla               | UESAC                                                  |
| 7293 Kazuyuki      | 1992 FH      | 23 tháng 3 năm 1992  | Kitami                 | K. Endate, K. Watanabe                                 |
| 7294               | 1992 LM      | 3 tháng 6 năm 1992   | Palomar                | G. J. Leonard                                          |
| 7295 Brozovic      | 1992 MB      | 22 tháng 6 năm 1992  | Kushiro                | S. Ueda, H. Kaneda                                     |
| 7296 Lamarck       | 1992 PW1     | 8 tháng 8 năm 1992   | Caussols               | E. W. Elst, C. Pollas                                  |
| 7297               | 1992 UG      | 21 tháng 10 năm 1992 | Dynic                  | A. Sugie                                               |
| 7298               | 1992 WM5     | 16 tháng 11 năm 1992 | Toyota                 | K. Suzuki, T. Urata                                    |
| 7299 Indiawadkins  | 1992 WZ5     | 21 tháng 11 năm 1992 | Palomar                | E. F. Helin                                            |
| 7300 Yoshisada     | 1992 YV2     | 16 tháng 12 năm 1992 | Oohira                 | T. Urata                                               |